# Meung-sur-Loire

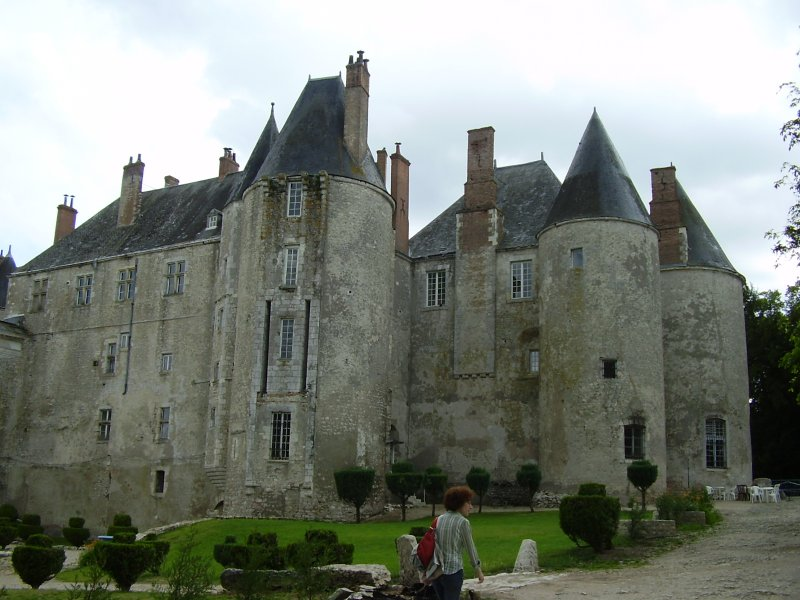
Zamek

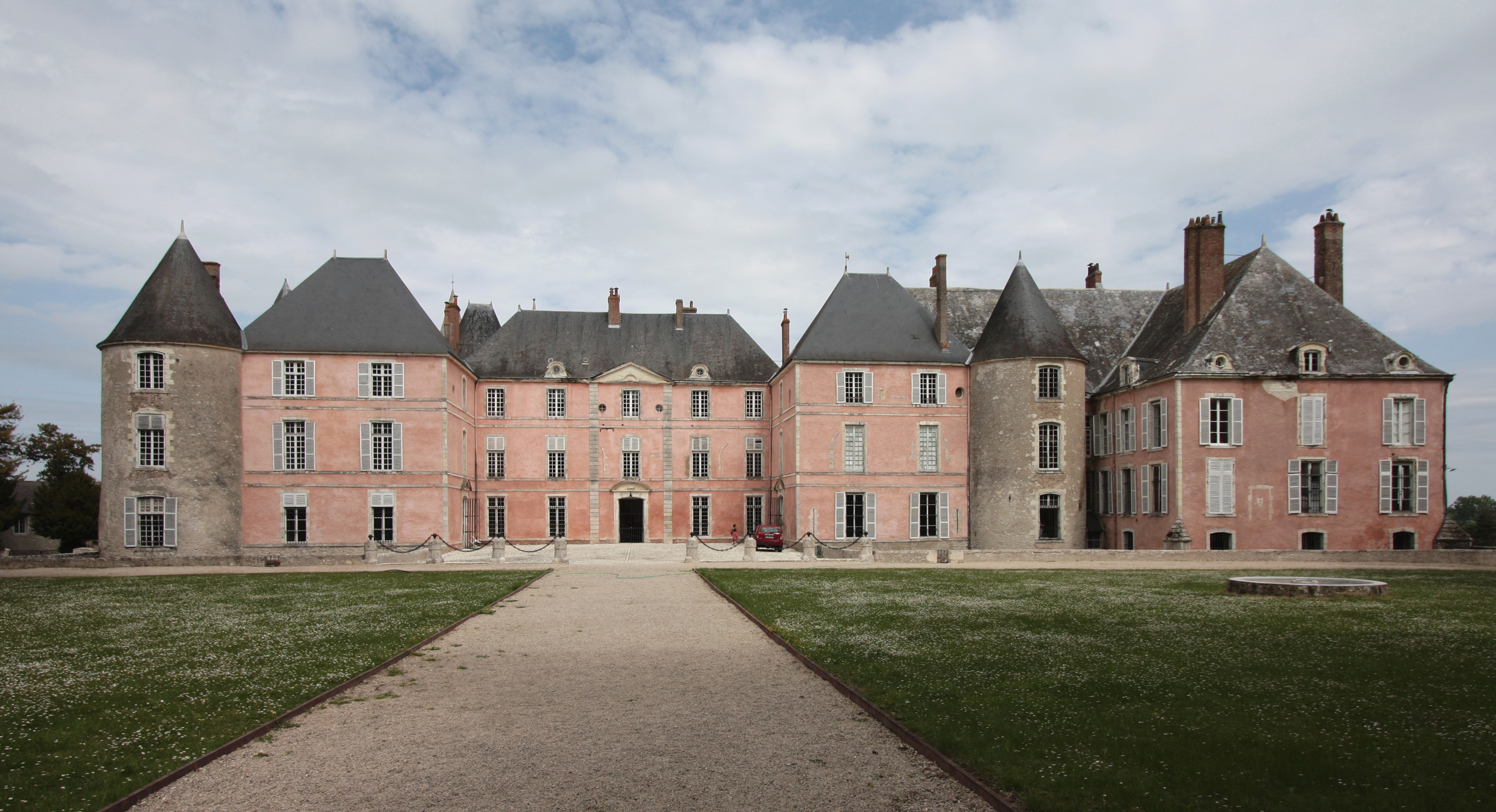
Zamek

Meung-sur-Loire (starofranc. Mehun lub Meun) to miejscowość i gmina we Francji, w Regionie Centralnym, w departamencie Loiret.
Według danych na rok 1990 gminę zamieszkiwały 5993 osoby, a gęstość zaludnienia wynosiła 294 osoby/km² (wśród 1842 gmin Regionu Centralnego Meung-sur-Loire plasuje się na 56. miejscu pod względem liczby ludności, natomiast pod względem powierzchni na miejscu 648.).

## Rys historyczny
W czasach gallo-romańskich istniejąca tu wieś nosiła nazwę Magdunum, nawiązującą do okolicznych bagien. Zgodnie z tradycją, około roku 520 święty Liphard przeprowadził meliorację tych terenów i osuszył bagna. On też zbudował tu kaplicę i pustelnię.
W roku 1103 król Ludwik VI wzniósł w tym miejscu małą fortecę strzegącą brodu na rzece. Na pamiątkę pobytu w tych stronach świętego Lipharda zbudowano również kościół, a do XII wieku powstał w pobliżu ufortyfikowany zamek biskupi. W czasie wojny stuletniej miejscowość była miejscem jednej ze zwycięskich bitew (1429) Joanny d’Arc.
François Villon w Meung-sur-Loire spędził lato 1461. Oskarżony o zabójstwo, przebywał w lochu na terenie przyzamkowego parku, który w istocie był głęboką studnią, do której spuszczano skazańców na linie. Bez względu na ich liczbę, do studni raz dziennie spuszczano dzban wody i bochenek chleba. Biskupi Orleanu nie mieli prawa skazywania więźniów na śmierć, ale z tego więzienia, jak mówi tamtejszy przewodnik, żywy wyszedł tylko François Villon, który został w porę ułaskawiony przez króla. Miejsce to nazwał la dure prison de Mehun.
W 1567 XI-wieczny kościół Matki Bożej został zburzony przez hugenotów, odnowiony w roku 1570, 1665 (wymiana drewnianego stropu), potem jeszcze w XIX wieku i ostatnio w roku 1985.

## Zabytki
- Zamek zbudowany w XII wieku, rozbudowany o część mieszkalną w okresie od XVI do XVII wieku.
- Kościół św. Lipharda (fr. Église Saint-Lyphard) – XIII-wieczna budowla wzniesiona na planie trójlistnym.
- Jedyny[1] średniowieczny most w środkowym biegu Loary.
- Kościół Matki Boskiej (fr. Église Notre-Dame) zbudowany pod koniec XI wieku. W czasie średniowiecza ważne miejsce pielgrzymkowe. Najlepiej zachowały się romańskie zdobienia chóru. Kościół był zburzony przez hugenotów w 1567, później wielokrotnie odbudowywany i remontowany.
- Zamek Dunois, rezydencja zbudowana przez hrabiego Dunois, rozbudowana następnie przez jego następców.
- Ratusz z 1526 roku.
- Stare miasto.

## Meung-sur-Loire w literaturze
Z Meung pochodził Jean de Meun, który ukończył późnośredniowieczny poemat Opowieść o Róży Guillaume’a de Lorrisa.
Miejscowość pojawia się na pierwszych stronach Trzech muszkieterów Aleksandra Dumasa oraz w powieści Klub Dumas Artura Péreza-Revertego.
Bohater kryminałów Georges’a Simenona, komisarz Maigret, spędzał w Meung-sur-Loire lato.

## Znane osobistości związane z Meung
- Jean de Meung, jeden ze współautorów Powieści o róży,
- Joanna d’Arc,
- François Villon, więzień zamkowych lochów,
- Biskup Orleanu Ludwik Sextius Jarente de La Bruyère, który w zamku dożywał ostatnich dni,
- Malarz Jean-Auguste-Dominique Ingres, przebywający tu w latach 1853 i 1866,
- Gaston Couté, manieryczny śpiewak francuski,
- Alain Corneau, reżyser.

## Miasta partnerskie
- Bieruń
- Gundelfingen
- Lymm